# Vlastimir Kusik
Vlastimir Kusik (Osijek, 1953. – Osijek, 2018.), bio je hrvatski povjesničar umjetnosti i dugogodišnji kustos Galerije likovnih umjetnosti Osijek (današnji Muzej likovnih umjetnosti u Osijeku).

## Biografija
Nakon završenog studija na Filozofskome fakultetu u Zagrebu (povijest umjetnosti, arheologija) u periodu 1977. – 1981. radio je kao konzervator u Regionalnome zavodu za zaštitu spomenika u Osijeku. 
Napisao je niz stručnih studija o ovoj problematici te sudjelovao u izradi projekata obnove i zaštite gradskih jezgri, arhitektonskih spomenika i pokretnih spomenika kulture.
Nakon tog je radio kao kustos Galerije likovnih umjetnosti Osijek. Samozatajni Kusik u svojoj profesionalnoj karijeri napisao je više od pet stotina znanstvenih i stručnih eseja i priredio stotinjak izložbi. Naročito se fokusirao na umjetnike vezane uz Osijek i Slavoniju, kao što su Julije Knifer, Đuro Seder, Oscar Nemon, Slavko Kopač...
Osamdesetih se angažirao i politički kao član Talijanske radikalne partije - Marca Pannelle i bio jedan od osnivača Radikalnog udruženja za Sjedinjene Europske Države.
Vlastimir je zaslužan što je 31. prosinca 1991. Marco Pannella usred stalnih topničkih napada došao u Osijek proslaviti Novu godinu. Taj događaj odjeknuo je širom svijeta i na svoj način pomogao da se napadi smanje. 
Za knjigu ADRESA: Eseji, kritike, kolumne i ostalo dobio je Zlatnu povelju Matice hrvatske 2007.

## Vanjske poveznice
- Vlastimir Kusik (na portalu MDC) (hrv.)